# Csuszka (madár)

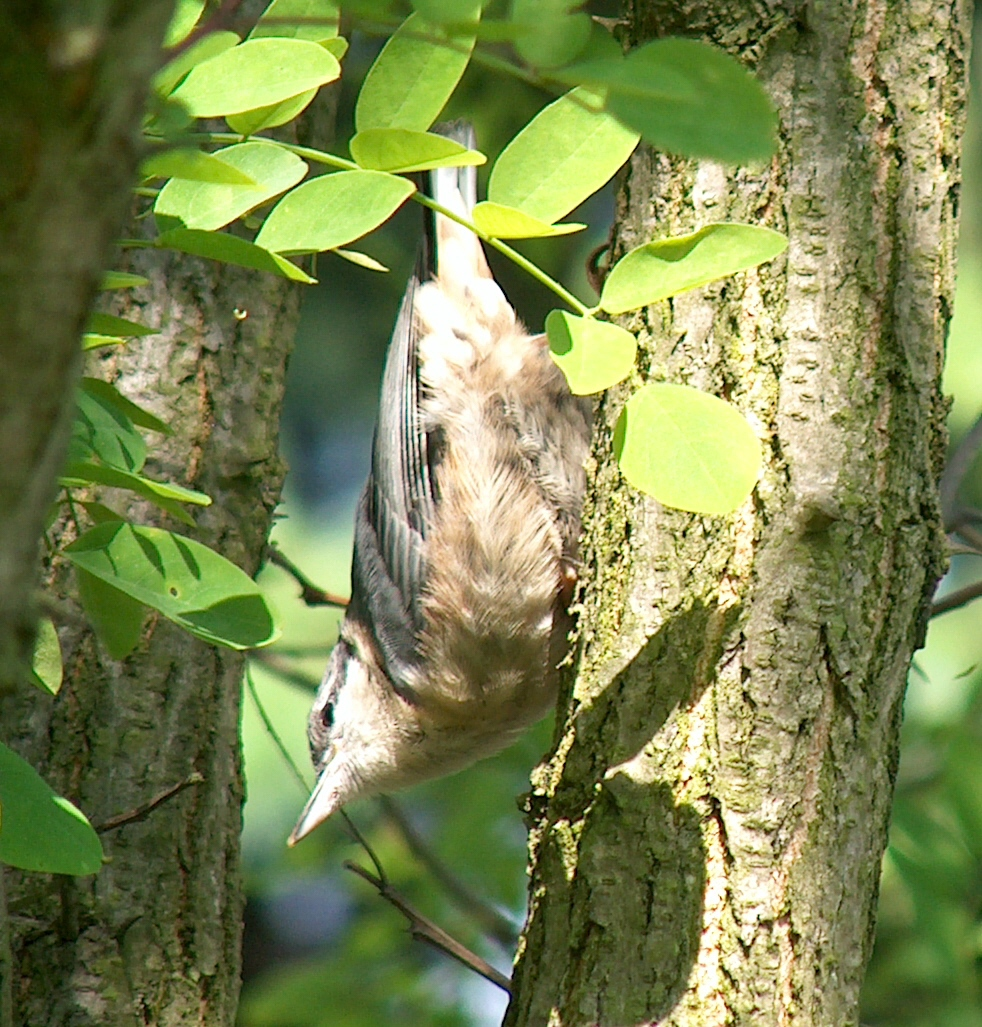
Gyakran láthatunk fejjel lefele mászó csuszkákat a fatörzseken

A csuszka (Sitta europaea) a verébalakúak (Passeriformes) rendjébe tartozó kis termetű madárfaj, mely megtalálható Ázsia és Európa mérsékelt éghajlatú területein. Akárcsak a csuszkafélék (Sittidae) többi tagja, a csuszka is rövid farkú madár, hosszú csőrrel, testének felső részét szürkéskék tollazat borítja és fekete csík húzódik csőrétől a szeme körül elhaladva az állat szárnyáig. Énekesmadár, amely jellegzetes hangos és többször ismételt dvip hanggal rendelkezik. Három főcsoportjában összesen mintegy 20 alfaja létezik, melyek közül a nyugatabbra eső területeken élő madarak testének alsó része narancsos színezetű, torkukon fehér színnel, míg az Oroszországban élő egyedek testén az alsó tollazat fehéres színű, de a Távol-Keleten élők tollazata szintén inkább az európai társaik narancsos tollazatához hasonló, ám hiányzik róluk a nyaki tollazat fehér színe.
Előnyben részesítik a lombhullató növények alkotta erdőségeket, terebélyes, idős fákkal, elsősorban a tölgyeseket. A párok állandó területeken élnek és fák odvaiban, általában fakopáncsok elhagyott fészkében fészkelnek, néha azonban természetes üregekben. Amikor az odú bejárata túl nagynak bizonyul a nőstények betapasztják sárral, hogy csökkentsék méretét és gyakran bevonják sárral az üregek belső falait is. Az általában 6-9 fehér alapszínű, vörösen pettyezett tojás a fenyőtűkön, vagy fakéregdarabokon fekszik.
A csuszkák elsősorban rovarokat fogyasztanak, főleg hernyókat és bogarakat. Táplálékukat ősszel és telente bükkmakkal és más magvakkal egészítik ki. A fiókákat főleg rovarokkal táplálják szüleik, de magvakkal is kiegészítik, melyeket a fák kérgein és az ágakon találnak. A csuszkák képesek fejjel lefelé is táplálkozni, ahogy haladnak lefelé a fatörzseken, ugyanúgy, mint, amikor épp felfelé kúsznak a törzsön. Gyakori vendégei a kihelyezett madáretetőknek is, ahol könnyedén zsíros falatokhoz és magvakhoz juthatnak. Megrögzötten rejti el élelmiszer tartalékait az erdőben. Természetes ellensége főleg a karvaly.
Az összefüggő erdőségek megritkulása hozzájárulhat ugyan a csuszkák helyi populációinak csökkenéséhez, ugyanakkor e madárfaj elterjedési területe folyamatosan növekszik. Mivel nagy egyedszámmal bír és jelentős kiterjedésű területeken fészkel, ezért a nem veszélyeztetett madárfajok közé sorolták.

## Taxonómia és rendszertan
A csuszkafélék családja hasonló kinézetű madarakból áll, melyeknek rövid farktollai és rövid szárnyaik vannak, zömök testük és hosszúkás, pettyezett csőrük van. Szürke, vagy kékes színű testük felső részén a tollazat, fekete csík fut a szemük körül és erős lábaik vannak. Mindegyikük a Sitta nemzetségbe tartozik, melyen belül a csuszkák külön alfajt alkotnak, amelyek további alfajokra bomlanak, mint, amilyen például a gesztenyebarnahasú csuszka  (Sitta nagaensis), a fahéjszínű csuszka (Sitta castanea), a Sitta cinnamoventris és a Kasmír-csuszka  (Sitta cashmirensis).
A csuszkákat Carl von Linné svéd biológus 1758-as Systema naturae című művében írta le először a mai rendszertani elnevezése alatt. A Sitta az ókori görög σιττη, sittē, azaz madár szóból ered és az europea utótag arra utal, hogy Európában elterjedt fajról van szó. A madár angol elnevezéseként szolgáló nuthatch szót 1350-ben jegyezték fel először, mely a nut, azaz dió és a hack, azaz törni szóból ered, mivel e madarak képesek a diókat megtörni kemény csőrükkel, hogy hozzáférjenek a dióbélhez.
Fosszilis maradványai a csuszkáknak viszonylag ritkák és Európában csak a már kihalt Sitta senogalliensis alfajra korlátozódnak, mely az alsó miocén időszakából maradt fenn Olaszországban, valamint egy későbbi leletet találtak Franciaországban. Ezek alapján elmondható, hogy e madárfaj viszonylagosan újabb keletűnek számít a többihez képest.

### Alfajai
- északi csuszka (Sitta europaea europaea) - Észak- és Kelet-Európa, Szibéria
- közép-európai csuszka (Sitta europaea caesia) - Közép-Európa
- spanyol csuszka (Sitta europaea hispaniensis) - Spanyolország, Marokkó
- kis-ázsiai csuszka (Sitta europaea levantina) - Kis-Ázsia
- perzsa csuszka (Sitta europaea persica) - Irán
- kaukázusi csuszka (Sitta europaea caucasica) - Kaukázus
- amuri csuszka (Sitta europaea amurensis) - Kelet-Szibéria
- szahalini csuszka (Sitta europaea sakhalinensis) - Szahalin sziget
- kínai csuszka (Sitta europaea sinensis) - Kína
- Sitta europaea albifrons
- Sitta europaea asiatica
- Sitta europaea bedfordi
- Sitta europaea cisalpina
- Sitta europaea roseillia
- Sitta europaea rubiginosa
- Sitta europaea seorsa

| Alfajai          | Alfajai                       | Alfajai                                                                         | Alfajai |
| Alfaj csoport    | Megjelenése                   | Elterjedése                                                                     | Alfajai |
| ---------------- | ----------------------------- | ------------------------------------------------------------------------------- | --- |
| caesia csoport   | Barnássárga begy, fehér torok | Európa nagy részén, Észak-Afrika, Közel-Kelet                                   | S. e. caesia, S. e. hispaniensis, S. e. cisalpina, S. e. levantina, S. e. persica, S. e. rubiginosa, S. e. caucasica |
| europaea csoport | Fehér begy                    | Skandinávia és Oroszország keleti része, egészen Japánig és Kína északi részéig | S. e. europaea, S. e. asiatica, S. e. arctica, S. e. baicalensis, S. e. albifrons, S. e. sakhalinensis, S. e. takatsukasai, S. e. clara, S. e. amurensis, S. e. hondoensis, S. e. roseilia, S. e. bedfordi, S. e. seorsa |
| sinensis csoport | Barnássárga begy és torok     | Dél- és Kelet-Kína, Tajvan                                                      | S. e. sinensis, S. e. formosana |

## Előfordulása

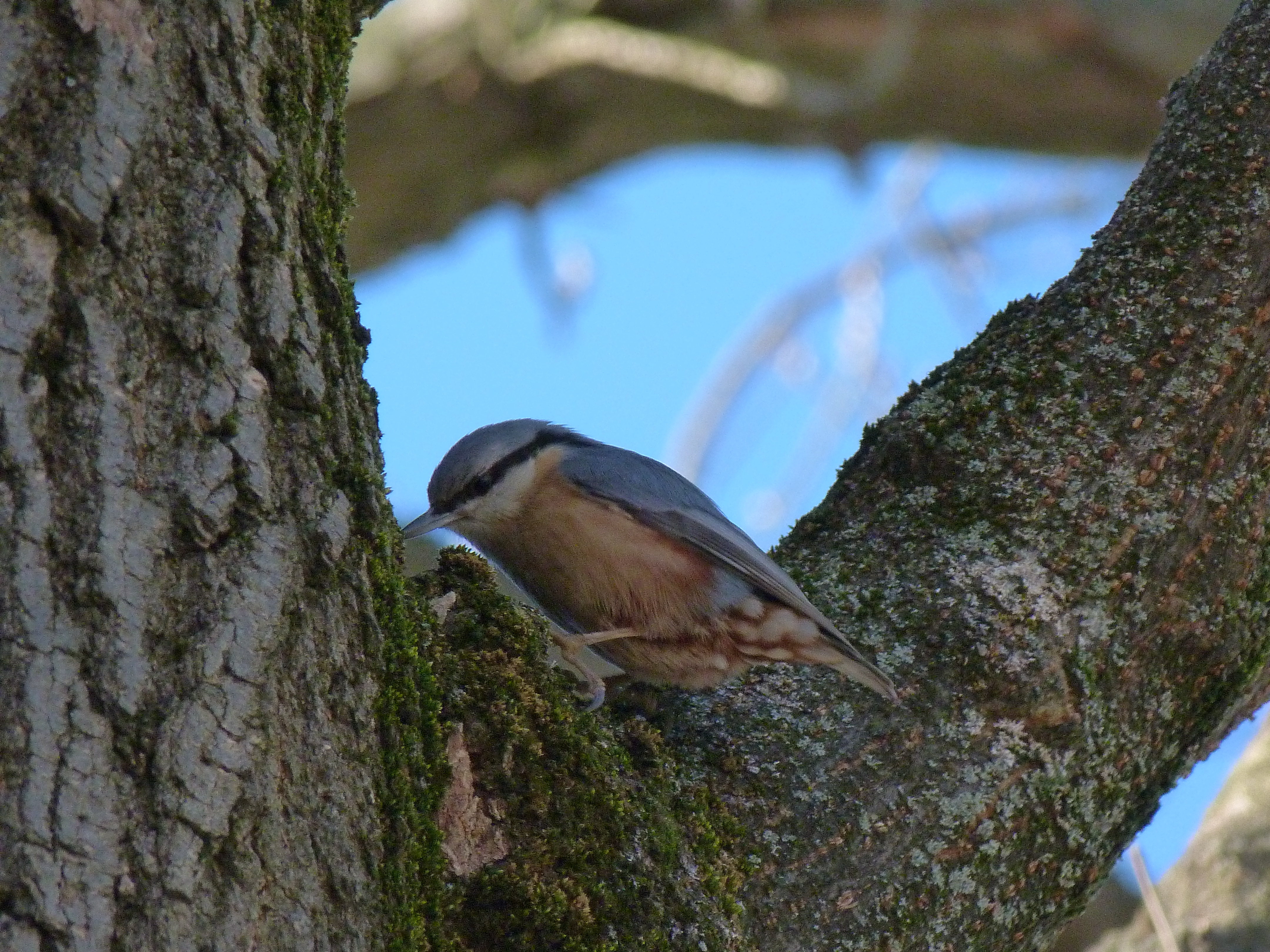
Csuszka Diósgyőrben, 2015-ben

Hatalmas területen, szinte egész Eurázsiában elterjedt a leghidegebb (Skandinávia, Oroszország északi területei) és a sivatagos területek kivételével. Észak-Afrikában, az Atlasz-hegységben is találkozhatunk vele. A csuszka fészkelőterülete Írország kivételével Nagy-Britanniától Japánig terjed.  Oroszország nyugati részén főleg a 64. szélességi körtől délre a 16-20 fokos júliusi átlag hőmérsékletű helyeken költ, míg az ország északkeleti részén, Szibériában a 69. szélességi körtől délre fészkel. Délebbre, a szigeteket kivéve, a  Földközi-tenger térségével bezárólag terjed ki fészkelőterülete, bár kolóniái előfordulnak Szicília szigetén is. Elterjedésének déli határa az északi szélesség 54-55. fokáig terjed ki. Keleten elterjedése magába foglalja majdnem egész Kínát, a Koreai-félszigetet és Tajvant. Vándormadárként felbukkan Libanonban és a Csatorna-szigeteken és néhány egyed feltűnt Finnország déli részén, ahol inkább a S. e. asiatica az elterjedt faj.
Élőhelyéül leginkább különféle természetes és telepített lomberdők, arborétumok, parkok szolgálnak. Az ember közelségéhez is meglehetősen jól alkalmazkodott.
A Kárpát-medencében elterjedt, gyakori és rendszeres fészkelő. Magyarországon a becsült állománya 140 000 – 235 000 költőpár között mozog. A legtöbb csuszka az Északi-középhegységben és a Dunántúli-dombság területén él, a legritkábbak pedig a Dél-Alföldön.

## Megjelenése

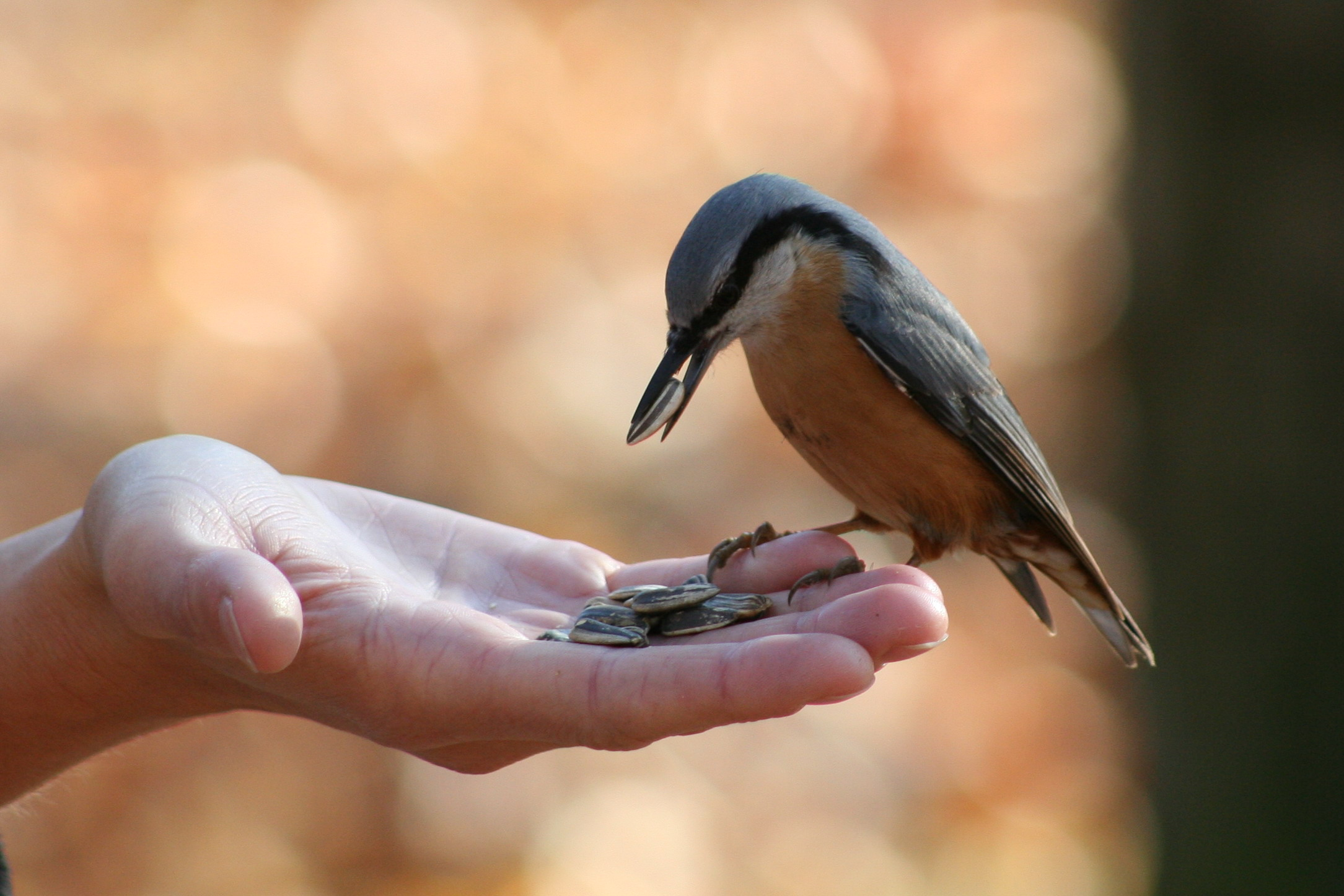
A csuszkák sok helyen alkalmazkodtak az ember közelségéhez

A csuszka könnyen felismerhető, jellegzetes madár. Feje teteje, háta és szárnyai szürkéskékek, az arcrész mindig fehér, a hegyes csőr és a szemsáv pedig fekete. Hasának színezete alfajtól függően a fehértől a vörösesbarnáig változhat, a közép-európai Sitta europaea caesia hasa mélybarna. A fiatal egyedek színei elmosódottabbak.
Az S. e. europaea alfaj felnőtt hím egyedeinek átlagos testhossza 14 cm, míg szárnyfesztávolságuk 22,5 és 27 cm közt változik. Testsúlyuk 17–28 gramm. Testük felső részén a tollazat kékesszürke, szürke árnyalatú, szemüknél fekete csík húzódik, torkuk fehér, testük alsó részei pedig narancssárgás színezetű, amely a szárnyak és a faroktollak alsó részein fehéres színű. Hosszú csőrük sötétszürke, kivéve az alapjánál, ahol halványszürke árnyalatú. Íriszük sötétbarna színű. Lábaik halványbarna, vagy szürke színűek. Az alfajok közül legjobban a S. e. arctica tér el, mivel szárnyai és farokrésze több fehér árnyalatot tartalmaz és a szem környéki fekete sáv is jelentéktelenebb. A csuszkák rövid ugrásokkal közlekednek a fatörzseken és nem használják faroktollaikat, hogy megtámasszák magukat mozgás közben. Röptük gyors, szárnyaikat bezárják két szárnycsapás közt és rövid ideig röpülnek.
A nőstények hasonló megjelenésűek a hímekhez, viszont jóval kevésbé élénk színezetűek, halványabb testük felső részén a kékesszürke tollazat és inkább fakó árnyalatokban pompázik begyük.
Párzást követően a felnőtt példányok mintegy 80 nap alatt levedlik tollazatukat, amely időszak május végétől szeptember végéig tart, kivéve Szibériában, ahol júniustól szeptember közepéig tart a vedlés. Nyolc hetes koruk környékén a fiókák levedlik szárnytollaik egy részét.
Elterjedési területének jelentős részén csak a csuszka (Sitta europaea) van jelen. Délkelet-Európában és Délnyugat-Ázsiában a szirti csuszka (Sitta neumayer) és a kövi csuszka (Sitta tephronota) van jelen, melyek nagyobb testűek, viszont halványabb színezetűek a közönséges csuszkáknál. Farokrészüknél teljesen hiányoznak a fehér részek és élőhelyeik túlnyomórészt köves, sziklás vidékek, míg a török csuszka (Sitta krueperi) fején fekete tollak alkotnak sapkát és begye vöröses színű. Kínában a gesztenyebarnahasú csuszka (Sitta nagaensis) él, amely igen hasonló európai társaihoz, de testének felső része sötétebb tónusú, arcán kevésbé fehér és szürkésebb színezetű testének alsó része.

## Életmódja

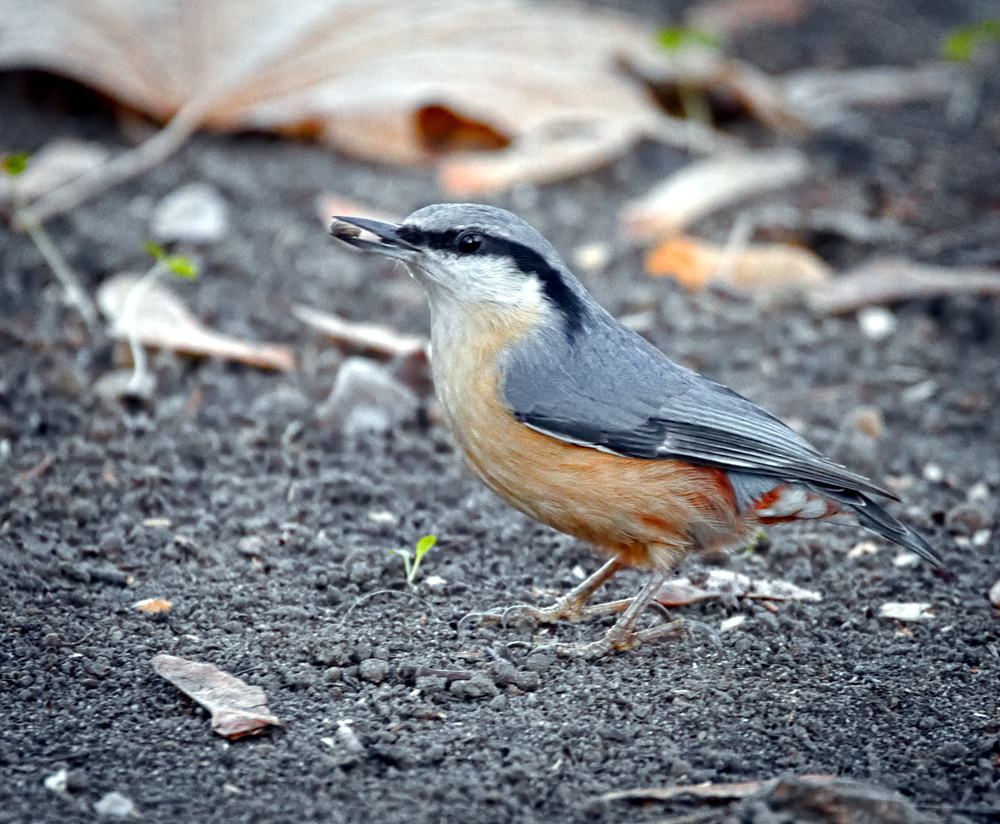
Többnyire rovarokkal, hernyókkal, néha magvakkal táplálkozik.

A csuszka fákon él, nevét is onnan kapta, hogy akár fejjel lefele is haladva mintegy „csúszkál” a fatörzseken (akárcsak a fakuszfélék (Certhiidae)). Repülni is általában csak egyik fáról a másikig szokott. Táplálékát nyáron a fakérgen, ill. a kéregrepedések közt megbújó ízeltlábúak, lárváik és petéik képezik (elsősorban pókok, lepkepeték, mezei poloska-lárvák, bársonylegyek, iszapszúnyogok, fátyolkák), téli étrendjét viszont magvakkal kénytelen kibővíteni. Sokszor keresi fel a madáretetőket, gyakran különféle cinegefélékkel (Paridae) egy csapatba verődve.
Számos hangja ismert. Hívójelei a „cir” és a „tylű-tylű-tylű” hangsorral írhatóak le, míg éneke hangos, ismétlődő „tjúi”, „csú” vagy „pí” füttyökből tevődik össze.

### Táplálkozása

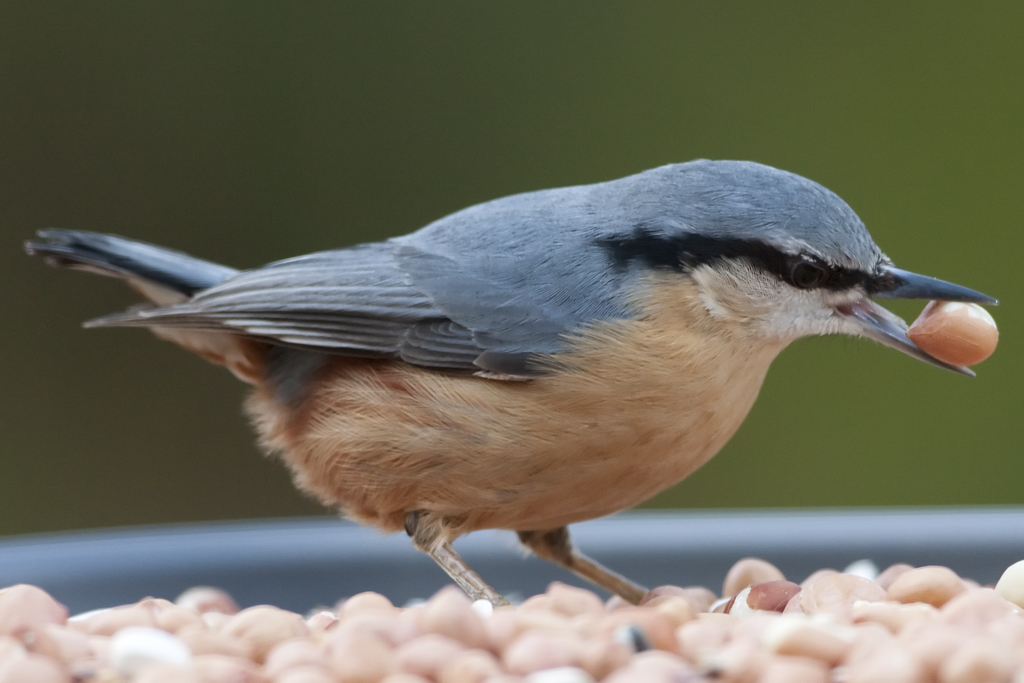
Telente gyakran felbukkan madáretetők környékén is

A csuszkák elsősorban rovarokat fogyasztanak, főként hernyókat és bogarakat. A téli időszakban és ősszel táplálékukat kiegészítik magvakkal, mogyoróval és a bükkfák terméseivel. A fiókákat főleg olyan rovarokkal etetik a szülők, amelyeket a szülők is kedvelnek, valamint magvakkal táplálják kicsinyeiket. A táplálék jelentős részét fák kérgéről, nagyobb ágakról szedik össze, ugyanakkor átnézik a kisebb ágakat is. Időnként a földről is felcsipegetik a táplálékot, különösen akkor, amikor nincs költési időszak. A csuszkák képesek fejjel lefelé táplálkozni, ugyanúgy, mint amikor épp felfelé másznak a fatörzsön. Néha a prédát röptében ejtik el és a csuszkák gyakran eltávolítják a fakérget és a korhadt részeket is, hogy hozzáférhessenek a rovarokhoz, bár nem képesek olyan mélyre fúrni az egészséges farészeken, mint a harkályok (Picidae). A csuszkák telente gyakran igénybe veszik az emberek által kihelyezett madáretetőket, ahol leginkább faggyút, sajtot, vajat és kenyeret fogyasztanak. Feljegyezték, hogy előfordult már olyan eset, amikor vágóhídon kutattak belsőségek után. A méretesebb szilárd táplálékokat mint, például a diókat és egyes nagyobb rovarokat beékelik a fák hasadékaiba vagy a fakéregbe, és ott zúzzák szét erős csőrükkel.
A növényi táplálékot egész évben raktározzák, de főként ősszel halmoznak fel nagyobb készletet. Az elraktározott táplálékot fák kérgébe, a talajra, vagy különböző repedésekbe rejtik. Az élelmet gyakran zuzmókkal, kéregdarabokkal, mohával álcázzák. Az elraktározott élelmet télen a hideg beköszöntével fogyasztják el. A Szibériában élő példányok a helyi fenyőfákon rejtik el táplálékukat, néha olyan mennyiségben, amely a következő évre is elegendőnek bizonyul. Az elraktározott élelem időnként nem csupán növényi részekből áll, előfordulnak közte kenyérdarabok, hernyók és lárvák is. Az élelem elraktározása a csuszkáknak a hosszútávú tervezés része, mivel az elraktározott élelmet csak akkor fogyasztják el, amikor már nem lehet elegendő táplálékhoz jutni a megszokott módon. Időnként csak a raktározást követő harmadik hónapban nyúlnak táplálékraktárukhoz. Azon madarak, amelyek szűkösebb időkben az elraktározott táplálékokon élnek, sokkal jobb kondícióval bírnak, mint azok, amelyek szűkösebb időszakokban csak korlátozott élelemforráshoz férnek hozzá. A bükkfák terméseiből igen nagy mennyiséget halmoznak fel. Azon madarak, amelyek tápláléka főleg a bükkfák terméseire épül, azoknak jóval kevésbé számít a túlélési esélyeikben, hogy az adott év mennyire bővelkedett táplálékban. Ugyanakkor a fiatal egyedek jelentős része elhull, amikor már ősszel is éheznek, vagy vándorolniuk kell táplálék után. Azokon a vidékeken ahol a mogyoró az uralkodó növényfaj ott mind a felnőtt egyedek, mind pedig a fiatalok túlélési esélye nagyobb még gyengébb termésű években is.

## Szaporodása

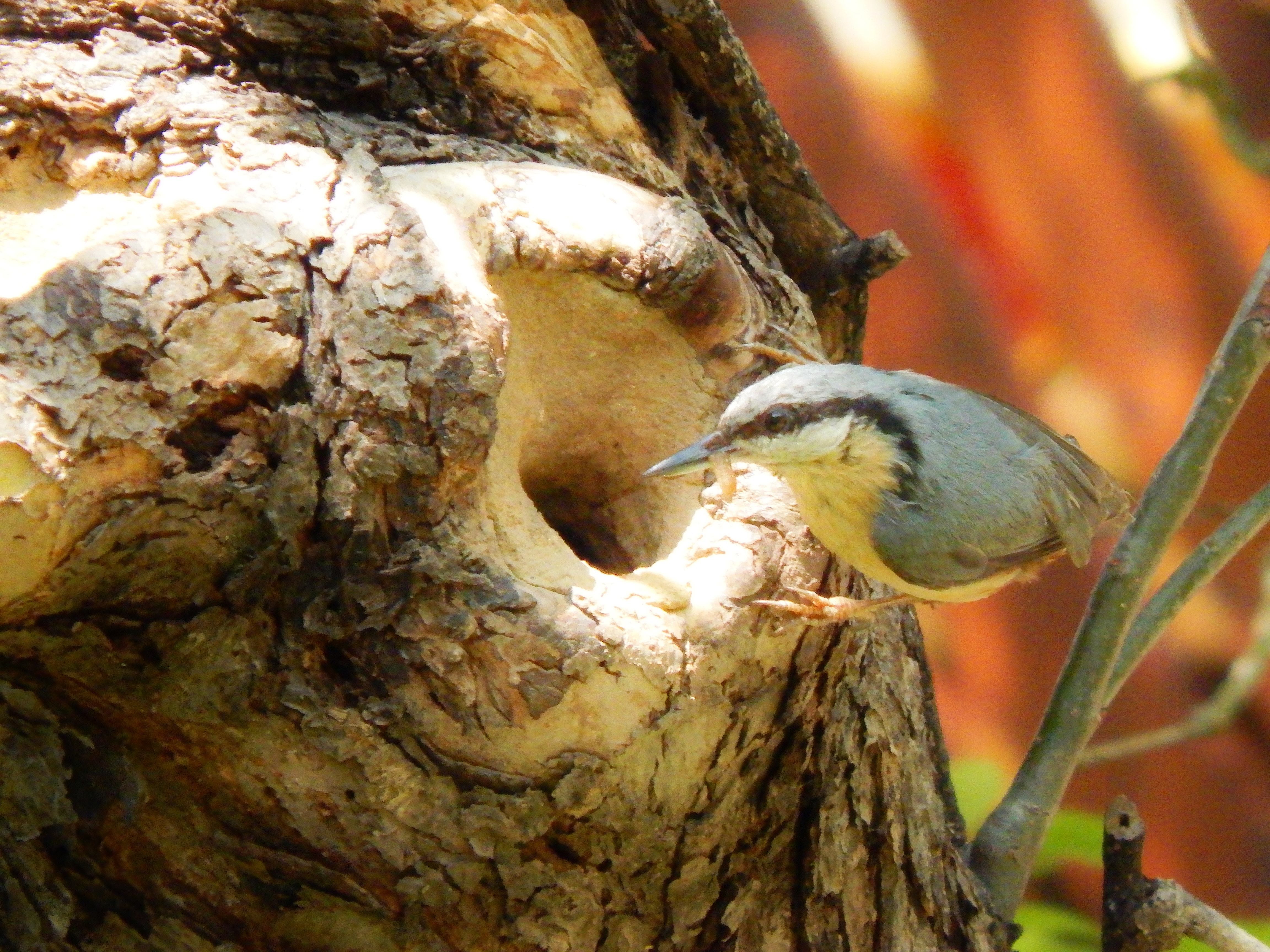
Üregekben, fák odvaiban fészkel

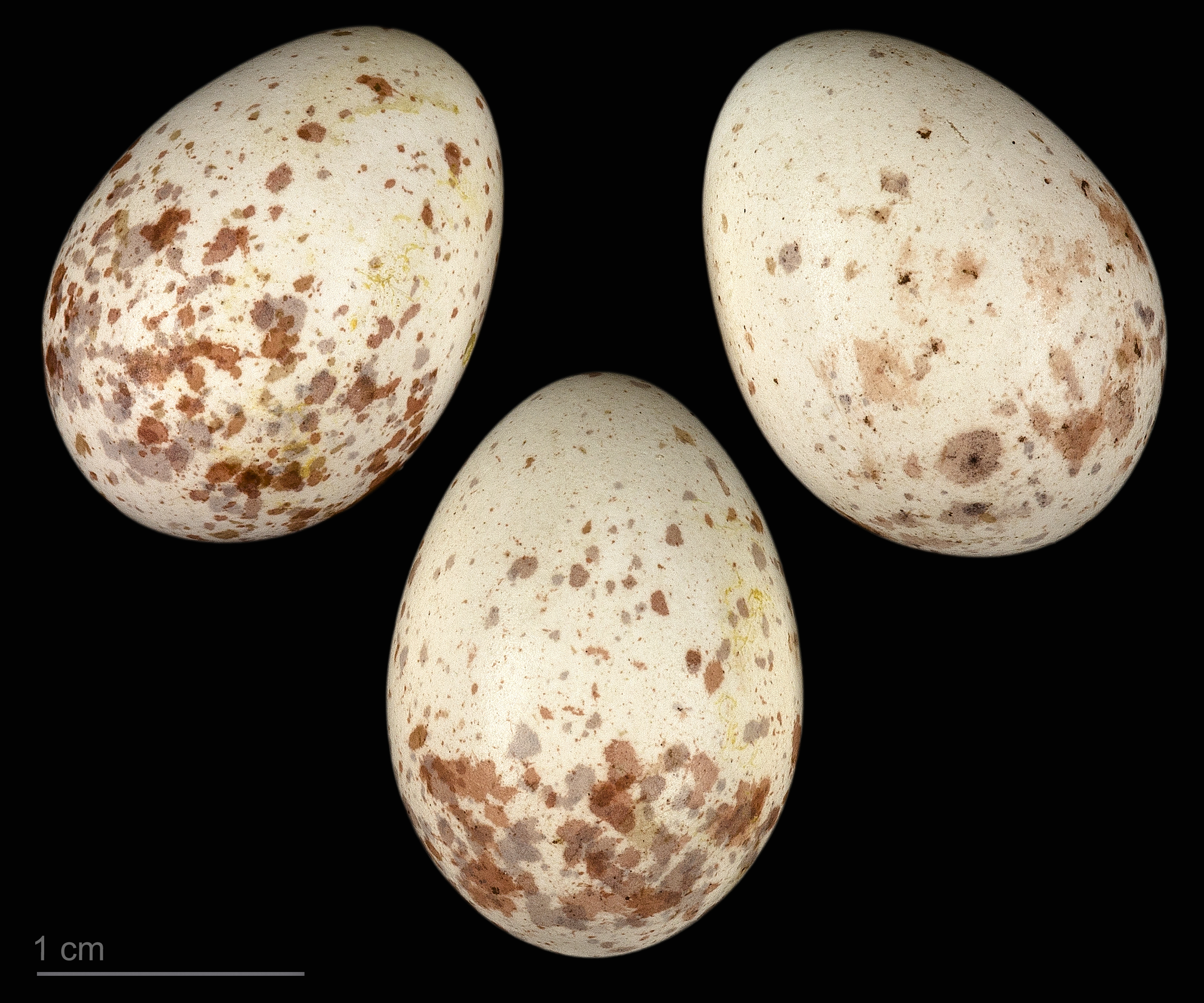
A csuszka tojásai

A csuszkák élőhelyükön, az erdők fáinak odvaiban rendezik be fészküket, melyet levelekkel és fakéreggel bélelnek ki. Gyakran elfoglalják a mesterséges fészekodúkat is. A berendezett fészek környékét a szülők védik a betolakodókkal szemben, az ajtónyílást pedig sártapasztással szűkítik körülbelül 30 milliméteres átmérőjűre.
A csuszkák monogám típusúak és a párok fészkelési és táplálkozási területet foglalnak el, ahol rendszerint telente is maradnak. Territóriumuk mérete kettőtől tíz hektárig terjed Európában, míg a kevésbé megfelelő életfeltételeket biztosító dél-szibériai fenyvesekben területük akár a harminc hektárt is meghaladhatja. A hímek mind a területük védelmét, mind pedig a párzási, udvarlási szándékukat különböző hangjelekkel jelzik. Mindkét nem rendelkezik párzási rituáléval, amely során van, hogy egy helyben lebegnek a levegőben, vagy hullámvonalszerűen repülnek, a hím köröz a nőstény körül, széttárt faroktollakkal és megemelt fejjel. Az udvarlás során a hím táplálékot visz a nősténynek. Annak ellenére, hogy a csuszkák ragaszkodnak párjukhoz, mégis genetikai kutatásoknak sikerült bebizonyítaniuk, hogy a Németországban költő populáció fiókái közt mintegy 10 százaléknyi nem a nőstény állandó párjától, hanem valamely szomszédos terület hímjétől származik.
A fészek többnyire fák odvaiban, üregeiben helyezkedik el, legtöbbször harkályok elhagyatott odúiban, időnként pedig egyéb természetes üregekben található. Szükség esetén a nőstény megnagyobbítja a már létező lyukat a bejáratnál, ám ha túl nagy lenne, akkor betapasztja sárral. Egyes esetekben az üreg belső falait is sárral tapasztja be, amely folyamat akár négy hétig is eltarthat. A kis méretű bejárat és a mély üreg együttesen azt szolgálják, hogy a ragadozók számára megnehezítsék a fiókák elejtését. A csuszkák szaporodása szempontjából a kisebb bejárattal rendelkező fészkek az ideálisak. A kis bejárati rész egyben azt is meggátolja, hogy seregélyek foglalják el a fészket.
A fészkek általában kettő és húsz méteres magasságban találhatóak a földfelszíntől és többnyire mély odúk. Az üregek belsejét fenyőkéreggel és fakéreg darabokkal bélelik a csuszkák, sőt néha elszáradt növényi részeket is felhasználnak. A csuszkák gyakran évről évre ugyanabban a fészekben költenek.
Általában 6-9 darab fehér alapon vörös pettyekkel tarkított tojást tojik a nőstény.
Időjárástól és táplálékkínálattól függően évente egyszer vagy kétszer kerül sor költésre. A 6-9 fióka csupaszon és vakon kel ki 14-18 napos kotlást követően, majd 20-22 napnyi folyamatos etetést követően kirepülnek. A család még jó ideig együtt marad a fészek közelében. A párok egy életre együtt maradnak.
A felnőttek éves túlélési aránya a csuszkák legtöbb életterén 51 százalék körül mozog, míg egy kisebb belga tanulmány kiderítette, hogy a fiatal egyedek túlélési aránya csupán 25 százalék. A csuszkák átlagos várható élettartama kettő év és a legidősebb ismert példány 12 év 10 hónapot élt az Egyesült Királyságban. Egy másik viszonylag hosszú életet megélt madár Svájcban 10 és fél éves korában pusztult el.

## Természetes ellenségei és parazitái

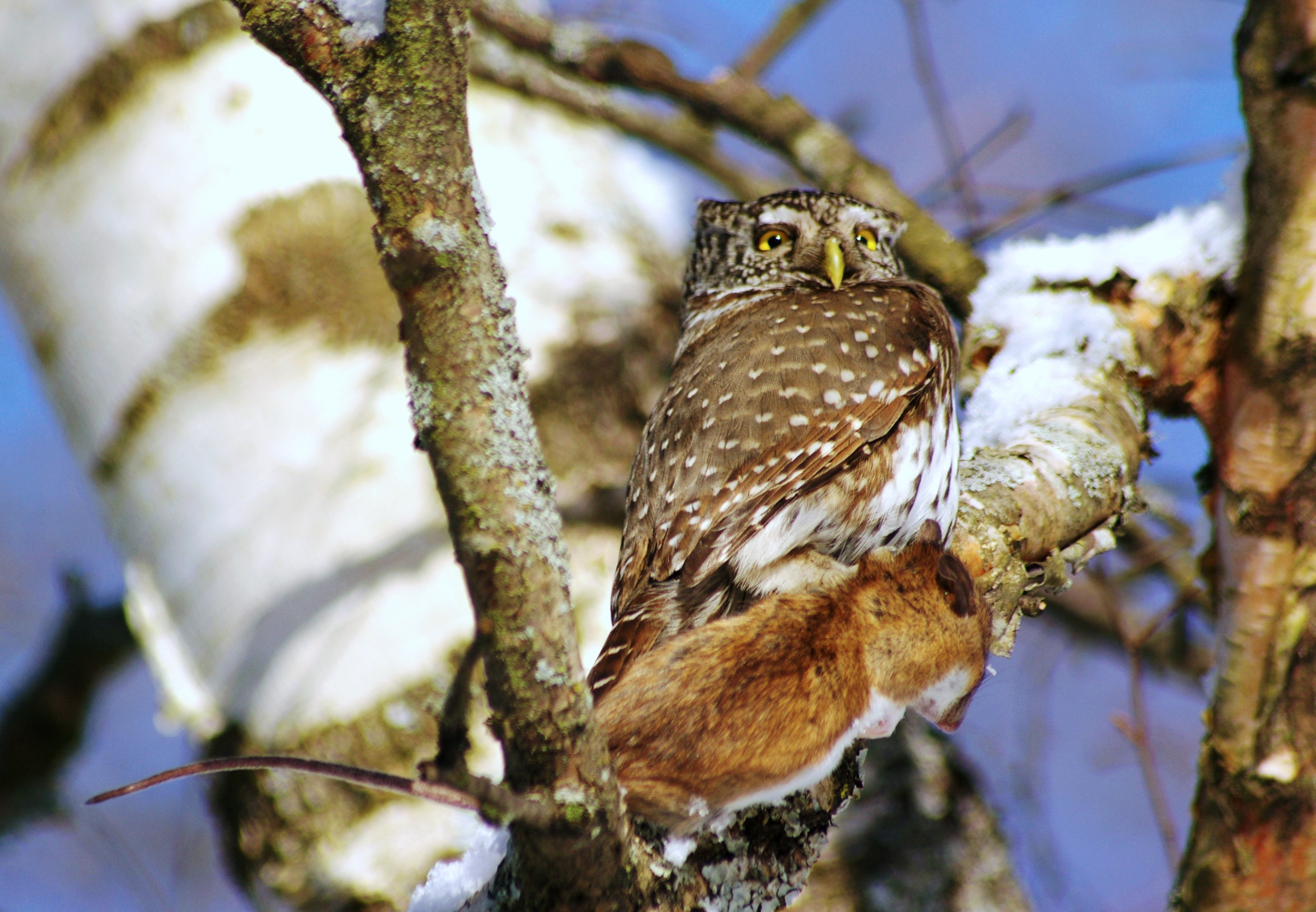
A csuszkák egyik természetes ellensége az európai törpekuvik

Európai elterjedési területén legnagyobb természetes ellensége a karvaly (Accipiter nisus). Azonban egyéb ragadozók is zsákmányállatként tekintenek a csuszkákra, mint például a héják (Accipiter gentilis), a kabasólymok (Falco subbuteo), az európai törpekuvikok (Glaucidium passerinum) és a menyétek (Mustela nivalis). Egy svéd tanulmány kimutatta, hogy a tanulmányozott területen lévő csuszkák fészkeinek 6,2 százalékát érte ragadozók általi támadás. Az elkövetők nem lettek azonosítva, ugyanakkor ugyanezen tanulmány megállapította, hogy a cinegefélék (Paridae) leggyakoribb támadója a nagy fakopáncs (Dendrocopos major).
A seregélyek (Sturnus vulgaris) szívesen foglalják el a csuszkák korábbi fészkeit, amellyel csökkentik a csuszkák költésének sikerét. Ez leginkább akkor szokott előfordulni, amikor a fészek magasan van a föld felett és ahol igen sűrűn helyezkednek el a csuszkák költőterületei. Az örvös sándorpapagájok (Psittacula krameri) szintén versenytársat jelentenek a csuszkák számára a fészkelés terén. Az örvös sándorpapagájok inkább a szigetszerű városi erdőfoltokban vannak jelen, míg a csuszkák a nagy kiterjedésű tölgyerdőket kedvelik, amely csökkenti az egyedek közti versengést. Egy vezető ornitológusok által készített 2010-es belga tanulmány rámutatott, hogy a probléma nem olyan súlyos, hogy a sándorpapagájokat meg kellene ritkítani emiatt.
A  Ptilonyssus nemzetségbe tartozó atkák, mint például a P. sittae megtalálhatóak a csuszkák orrüregében. A fonálférgek közül két faj, a Tridentocapillaria parusi és a Pterothominx longifilla is megtalálhatóak a csuszkák bélrendszerében. Spanyolországban és Szlovákiában végzett kisebb tanulmányok azt mutatták ki, hogy a csuszkáknak nincsenek a vérében parazitái, ugyanakkor egy széles körű spanyol vizsgálat bebizonyította, hogy a csuszkák is szenvedhetnek a Plasmodium fertőzésétől.

## Védettsége
A Természetvédelmi Világszövetség (IUCN) értékelése szerint a csuszkát nem fenyegeti különösebb veszély, és mivel ez az európai populációkra is igaz, SPEC értékelése sincsen. Magyarországon mindemellett védett, természetvédelmi értéke 25 000 forint.
A csuszkák európai populációját mintegy 22,5 és 57 millió egyed közé teszik, míg világszerte mintegy 45,9- 228 millió egyed is élhet. Kínában, Tajvanon, Japánban, a Koreai-félszigeten és Oroszországban is mintegy 10 000 és 100 000 pár élhet. Az ismert költőterület nagysága elérheti a 23,3 millió négyzetkilométert, amelynek jelentős része megfelelő életteret biztosít e madarak számára és a populáció stabilnak mondható létszámmal bír. Nagy kiterjedésű élőhelye és viszonylagosan nagy egyedszáma miatt a faj a nem fenyegetett státuszt kapta az IUCN listáján.
A csuszka elterjedt madárfajnak számít élőhelyén, ám az északabbi vidékeken kevésbé nagy sűrűségben fordul elő, valamint a fenyőerdőkben is ritkábbnak számít. Szibériában a populáció létszámát évről évre befolyásolja, hogy mennyi fenyőmag érhető el a csuszkák számára. Az utóbbi évtizedekben a csuszkák megtelepedtek Skóciában és Hollandiában, valamint nagyobb területet vettek birtokba Walesen, Észak-Angliában, Norvégiában és az Atlasz-hegység vidékén Észak-Afrikában. A S. e. asiatica alfaj időszakosan fészkel Finnországban és Svédország északi részein, miután népessége hol dinamikusan emelkedik, hol jelentősen visszaesik. Mivel az idős fák jelenléte élőhelyén alapvető a csuszkák fészkeléséhez, ezért az idősebb faállományok kivágása és ritkulása jelentősen lecsökkentheti a csuszkák helyi populációját.

## Fordítás
- Ez a szócikk részben vagy egészben  az   Eurasian nuthatch című angol Wikipédia-szócikk ezen változatának fordításán alapul.  Az eredeti cikk szerkesztőit annak laptörténete sorolja fel. Ez a jelzés csupán a megfogalmazás eredetét és a szerzői jogokat jelzi, nem szolgál a cikkben szereplő információk forrásmegjelöléseként.